# Otradovice (Jankov)
Otradovice jsou vesnice, která je součástí obce Jankov v okrese Benešov. Nachází se cca 2 km na západ od Jankova. Je zde evidováno 20 adres. Bývají označovány jako Jankovské Otradovice, protože v sousedství, asi 2 km jihozápadním směrem, se nachází vesnice, která se rovněž jmenuje Otradovice a je součástí města Votice.
Otradovice leží v katastrálním území Jankov.

## Historie
První písemná zmínka o vesnici pochází z roku 1385, kdy Beneš a Ludvík Jankovský prodali místní poplužní dvůr Věnkovi z Otradovic. Východně od bývalého poplužního dvora stávala tvrz, která byla založena pravděpodobně už ve 14. století. Součástí tvrze byl vodní příkop a val, jehož zbytky zanikly po roce 1970 kvůli zemědělské činnosti.